# 查普曼 (內布拉斯加州)
查普曼（英語：Chapman）是位於美國內布拉斯加州梅里克縣的村。

## 人口
根據2020年美國人口普查的數據，查普曼的面積為1.16平方千米，皆為陸地。當地共有人口260人，而人口密度為每平方千米224人。